# Literatura en idioma jerseyés

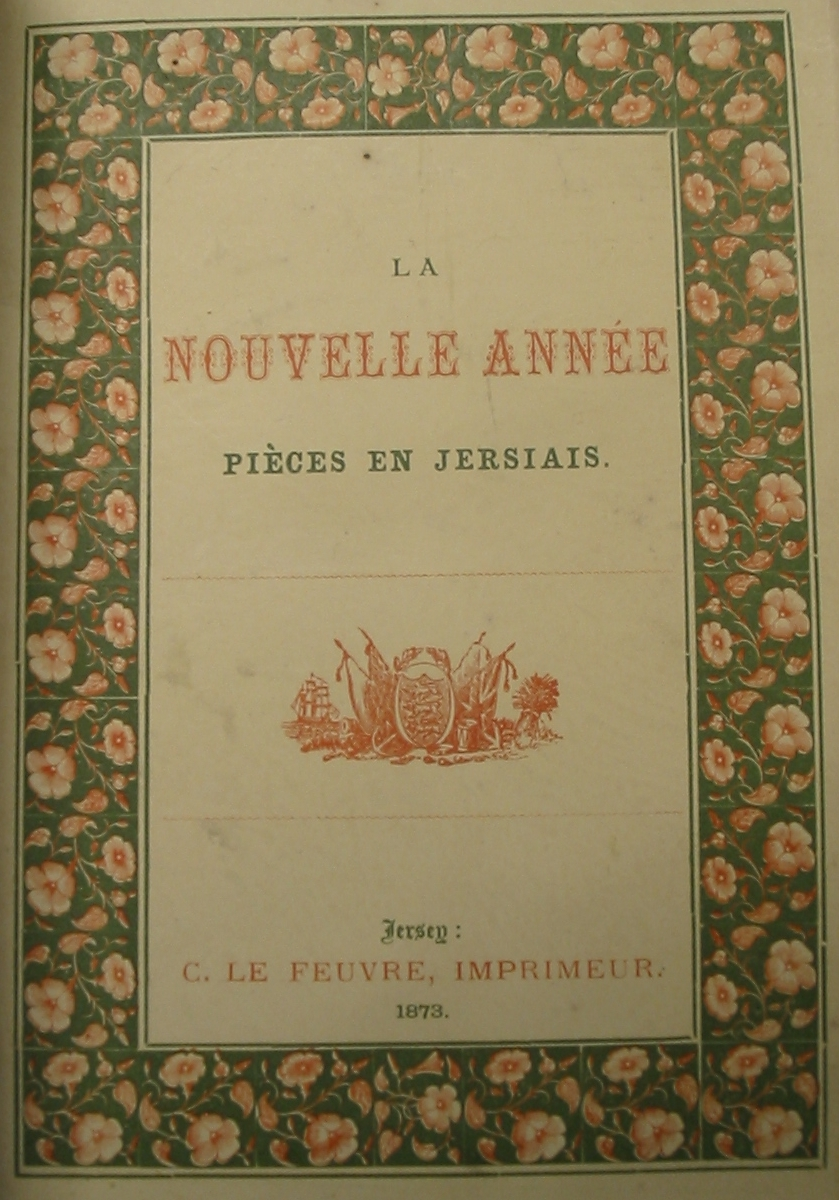
Al no haber novelas en idioma jerseyés, la producción literaria se ha publicado principalmente en periódicos, almanaques y folletos como La Nouvelle Année.

La  literatura en jerseyés es literatura escrita en el idioma jerseyés, el dialecto normando de Jersey en las islas del Canal.
La tradición literaria en Jersey se remonta a Wace, un poeta nacido en Jersey del siglo XII, aunque hay poca literatura sobreviviente en idioma jerseyés que data de antes de la introducción de la primera imprenta en Jersey en la década de 1780. El primer texto impreso en idioma jerseyés aparece en los primeros periódicos en la isla a finales del siglo XVIII, y el ejemplo fechado más antiguo identificado de poesía impresa es un fragmento de Matchi L'Gé (Matthew Le Geyt 1777-1849) fechado en 1795.

## sigloXIX
Un asombroso auge en los periódicos y revistas de la competencia a lo largo del siglo XIX proporcionó una plataforma para que los poetas y escritores publicaran regularmente en los folletines, por lo general, comentarios satíricos sobre las noticias de la semana, las elecciones, los políticos y los notables. Los almanaques anuales (hasta 1958) reimprimían los poemas e historias favoritos que habían aparecido a lo largo del año, o piezas especialmente compuestas.
La copiosa poesía en guerneseyés publicada en Guernsey por George Métivier (apodado "Guernsey Burns") alrededor de 1818 inspiró una actividad literaria similar en la isla de Jersey. El interés internacional en la poesía escocesa de Robert Burns proporcionó el trasfondo de un esfuerzo consciente de los escritores de las Islas del Canal de la Mancha para promover la literatura vernácula .
Matthew Le Geyt (1777-1849) fue el primer poeta que publicó en jerseyés tras la introducción de la imprenta. La pieza más antigua de su escritura data de 1795. Era de Saint Helier, pero también debe haber vivido en la ciudad de Trinity, donde era un Vingtenier. Se sugiere que Le Geyt fue influenciado por la literatura purin en lengua normanda de Rouen.
Los playlets satíricos se publicaron en los periódicos en el siglo XIX. Élection de St. Martin, un playlet escrito en jerseyés y en francés publicado en el periódico Le Constitutionnel el 24 de noviembre de 1838, nunca se puso en escena, sino que se leyó en compañía. La obra de Henri Luce Manuel en coplas rimadas Queur de Femme (en ortografía moderna: Tchoeu d'Femme - "corazón de mujer") de 1861 se publicó en forma de folleto.

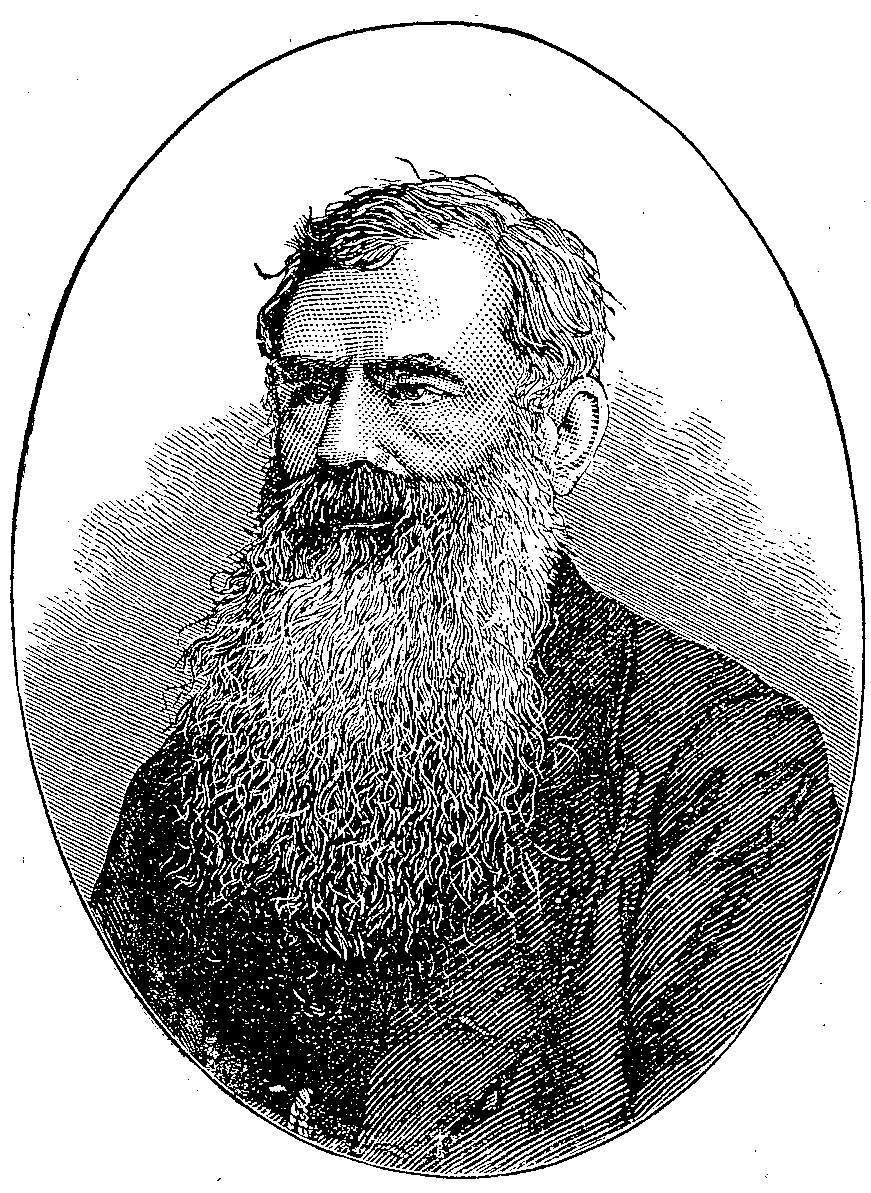
Laelius - Sir Robert Pipon Marett

La primera antología impresa de poesía de Jerseyés, Rimes Jersiaises, fue publicada en 1865 por Abraham Mourant. Recopilaba obras de Matthew Le Geyt, "Laelius" (Sir Robert Pipon Marett 1820 - 1884, alguacil de Jersey 1880 - 1884), "L." ( Henri Luce Manuel ), Esther Le Hardy y "L'Anmîn Flip" ( Philippe Asplet ). Algunos escritores en idioma Dgèrnésiais también se incluyen en forma de tributos mutuos en verso entre Laelius y George Métivier. Esta antología gozó de gran popularidad en la Normandía continental. Incluyó duólogos dramáticos, que pueden haber sido representados en veil'yes tradicionales (reuniones sociales del vecindario) o leídos como dramas de clóset.
El prestigio y la influencia de Sir. Robert Pipon Marett también ayudaron a reforzar el movimiento hacia la estandarización del sistema de escritura basado en la ortografía francesa, una tendencia a la que también contribuyó el renacimiento literario normando naciente en el área vecina de Cotentin, en la Normandía continental, donde los escritores, inspirados por el ejemplo de los escritores normandos de Jersey y Guernsey, comenzó su propia producción de obras literarias.
François-Victor Hugo reprodujo un extracto de "La Fille Malade" de Laelius en su " La Normandie inconnue ", que difundió el conocimiento de la literatura en idioma Jerseyés mucho más allá de la isla de Jersey, pero que exageró la influencia literaria de Laelius en la isla de Jersey desde que la producción literaria de Sir Robert Pipon Marett disminuyó a medida que tomó en alto cargo. Laelius es el poeta más citado de este período y el más popular en la Normandía continental, probablemente debido a su familiaridad y fidelidad con los modelos clásicos franceses, así como al hecho de que su escritura es generalmente menos satírica que la de sus contemporáneos y, por lo tanto, requiere menos conocimiento de las instituciones, eventos y personalidades de la isla de Jersey.

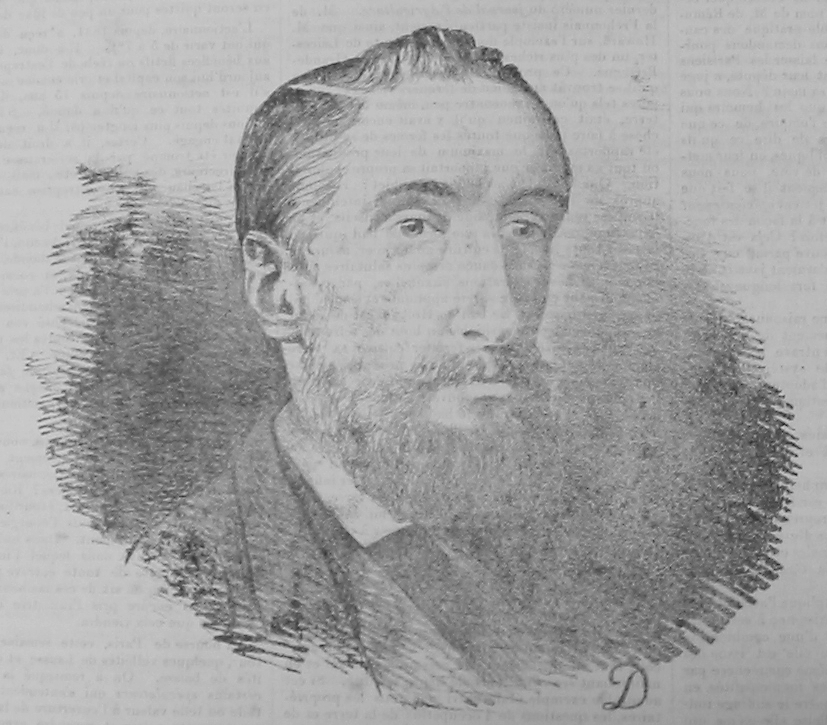
AALG - Augustus Asplet Le Gros

Otros escritores influyentes incluyen "AALG" (Augustus Asplet Le Gros 1840-1877) y "St.-Luorenchais" (Philippe Langlois 1817-1884).
Le Gros fue una de las primeras personas que se educó en el Victoria College, la escuela fundada por los estados de Jersey siguiendo el modelo de las escuelas públicas inglesas . Aunque se formó para la abogacía, se convirtió en agricultor de profesión y se dedicó a la política, siendo elegido condestable de San Pedro y, finalmente, en Jurat. Fue fundador de la Société Jersiaise (Sociedad Jerseyesa). Escribió poesía en inglés, dos volúmenes de los cuales se publicaron en Londres en 1863 y 1868, pero estaba más dedicado a la poesía en jerseyés. Editó una antología literaria anual llamada " La Nouvelle Année ", dedicada a la literatura normanda de Jersey y Guernsey, entre 1868 y 1875.
Philippe Langlois provenía de una familia de Saint Lawrence, de ahí su seudónimo. Estudió medicina en París y Dublín, obteniendo el título de médico. Se desempeñó como diputado en los estados de Jersey y el 27 de junio de 1876 fue elegido Jurat. Fue presidente de La Société Jersiaise y comenzó a trabajar en un diccionario de Jerseyés, el Glossaire du Patois Jersiais publicado por la Société en 1924 y basado en parte en los fundamentos lexicográficos de Langlois, su poema Lé Jèrriais fue reimpreso (de La Nouvelle Année de 1875) como frontispicio. Este poema describe características de los distintos dialectos del idioma de la isla.
Philippe Asplet (1818-1893) escribió bajo el nombre de Flip o L'Anmin Flippe. Era un hombre de la ciudad de Trinidad, aunque nació en Saint Martin y murió en Grouville. Su ortografía muestra la z típica en lugar de la th que era típica del dialecto Faldouet ahora desaparecido. Era centenario y solía escribir versos sobre las elecciones parroquiales. Su trabajo apareció en el periódico satírico La Voix des Îles, frecuentemente como leyendas de caricaturas. Era partidario de Victor Hugo y de los proscrits franceses, y atacó la decisión de obligar a Hugo a abandonar Jersey. El teniente gobernador intentó obligar a Asplet a dimitir como Centenier por sus vínculos con los proscrits, pero L'Anmin Flippe se negó e hizo pública la correspondencia. Pasó varios años en París y fue claramente influenciado por la poesía francesa.
Jean Sullivan (John Sullivan, 1813-1899) escribió bajo los seudónimos Oméga o JS y es el único autor conocido que afirmó haber escrito en el ahora desaparecido dialecto St. Helier, aunque su ortografía es tan idiosincrásica que es difícil identificar qué rasgos podrían ser típicos de ese dialecto y cuáles representaban sus fantasías personales. Victor Hugo lo describió como "un vrai Poëte" (un verdadero poeta), aunque su estilo muy colorido, lleno de alusiones clásicas y anticuarianismo, hace que su popularidad esté restringida en la actualidad. Fue un devoto monárquico, escribió muchos poemas sobre temas reales, y en 1884 recibió el permiso del Palacio de Buckingham para traducir las hojas More de la reina Victoria de las Highlands al idiomas jerseyés. Este proyecto, como muchos otros anunciados por Sullivan, quedó inédito o inconcluso.
La obra de teatro en tres actos de Esther Le Hardy en coplas rimadas L'Enchorchelai, ou les très Paires (en ortografía moderna: L'Enchorchélé, ou les Trais Paithes - "La embrujada o las tres peras") se publicó en el año de 1880.

## En elsigloXX
Las hermanas de Faye, Mathilda (nacida en 1846, que escribió bajo el nom de plume Georgie) y Alice (1849-1925, que escribió bajo el nom de plume Livonia), escribieron principalmente sobre la escena social, con interés en la moda, novedades y eventos sociales.

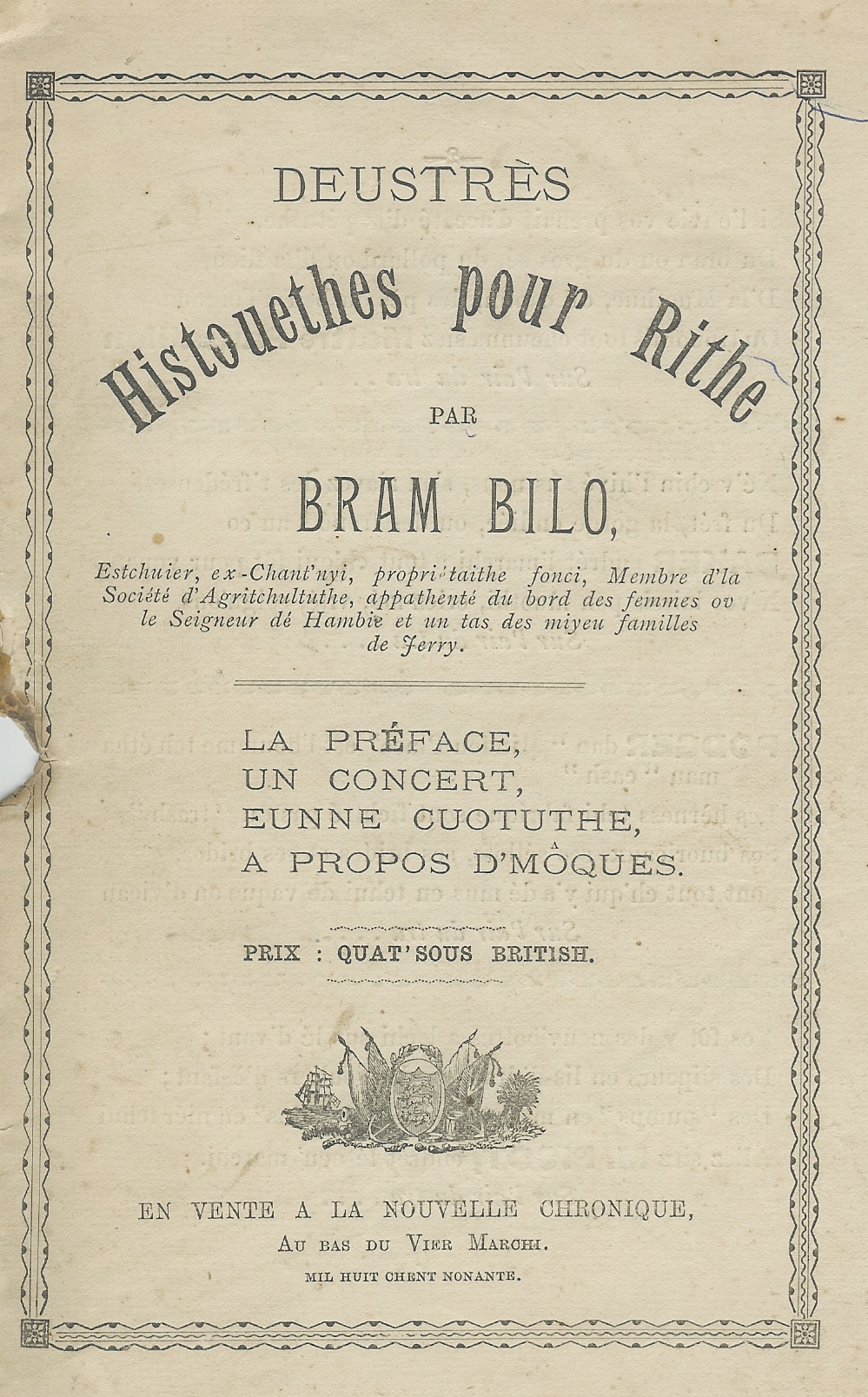
Algunas de las historias más populares de Philippe Le Sueur Mourant se volvieron a publicar en forma de folleto después de su primera aparición en los periódicos.

Philippe Le Sueur Mourant (1848-1918) escribió bajo varios seudónimos. Su primer gran éxito fue con el personaje de Bram Bilo, un notable campesino engreído pero ingenuo. Después de haber acabado con su personaje más conocido, en 1911 lanzó, bajo el nombre de Piteur Pain, una nueva serie de artículos en los periódicos que relataban las aventuras y opiniones de la familia Pain, recién trasladada a la ciudad de Saint Helier y su sociedad anglicanizada y de moda. entretenimientos. Las historias de Bram Bilo siguieron siendo más populares, y se reimprimieron varias veces desde entonces. También fueron traducidos al Dgèrnésiais por Thomas Grut en la década de 1920 y publicados en La Gazette de Guernesey. También se ha sugerido que las historias de Bram Bilo influyeron en la escritura del escritor de Orne, Octave Maillot.
John Linwood Pitts en Guernsey publicó dos volúmenes titulados Poemas de las Islas del Canal de la Mancha (de 1883). Incluyeron poemas de AA Le Gros, Laelius, Philippe Asplet, Philippe Langlois y Henri Luce Manuel, todos con traducciones paralelas en verso al idioma inglés.
Jean Picot (1846-1922) nació en la ciudad de Saint Helier pero de una antigua familia Trinity. Agricultor de profesión, cuando una lesión lo obligó a jubilarse, se dedicó a la literatura. Escribió bajo el seudónimo de JP, especialmente para La Nouvelle Chronique de Jersey y su Almanaque. A menudo realizaba traducciones del inglés, en particular versiones de poemas de Robert Service y de Mrs. Las piezas de género Curtain Lectures de Caudle de Douglas Jerrold, publicadas originalmente en Punch en la década de 1840, pueden haber influido más tarde en las historias Ph'lippe et Merrienne de Edward Le Brocq. Sus versos son más métricos que silábicos.

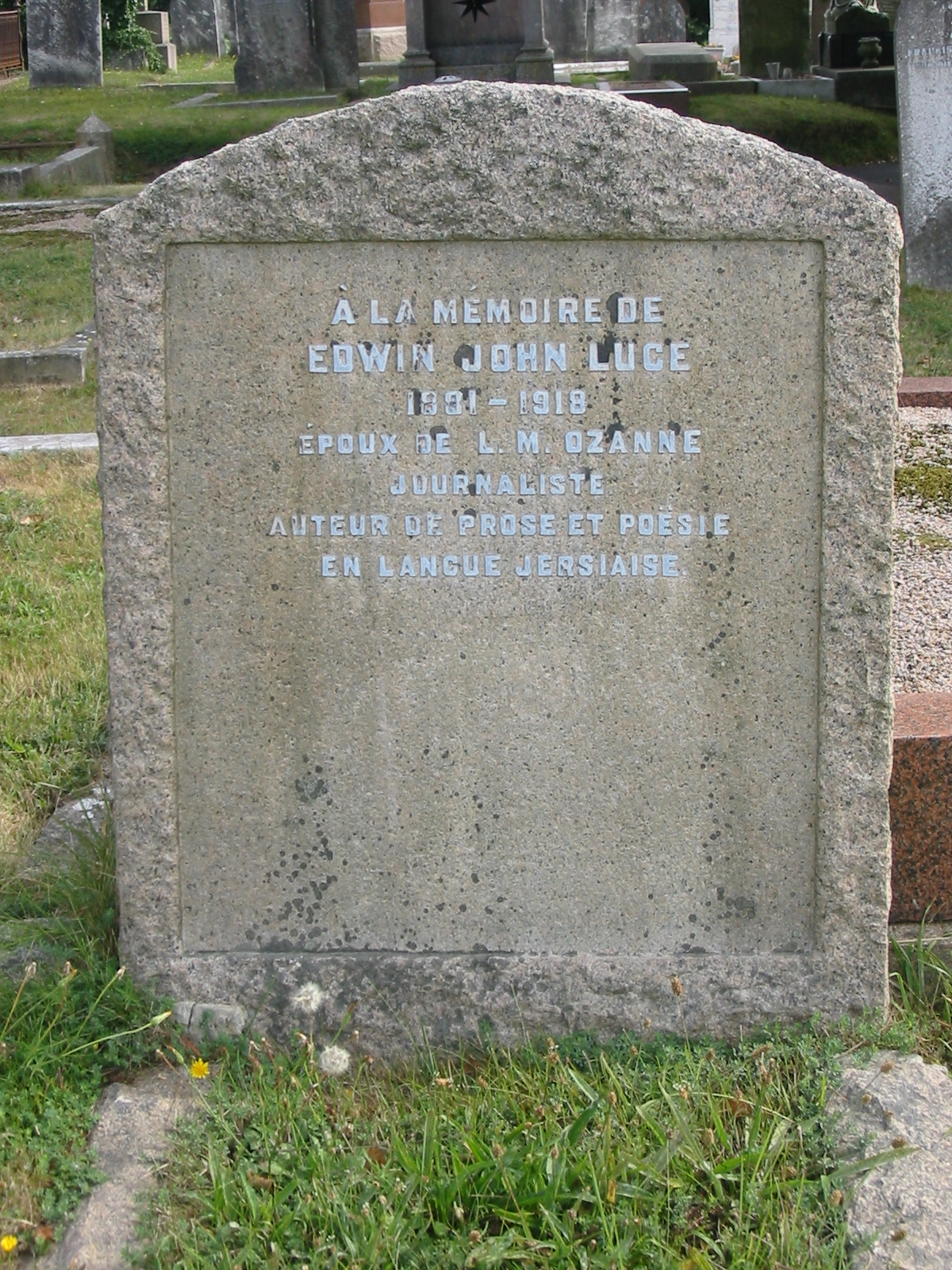
La lápida de EJ Luce en el cementerio de St. Helier's Almorah lo describe en francés como "auteur de prose et poësie en langue jersiaise" ("autor de prosa y poesía en el idioma de Jersey").

Elie ( Edwin J. Luce 1881-1918) fue editor del periódico en idioma francés La Nouvelle Chronique de Jersey y poeta que escribió poemas de actualidad para el periódico. También participó activamente en la promoción del desarrollo del drama en Jerseyés y organizó actuaciones, lo que finalmente llevó al establecimiento de una sección de Jerseyés del periódico Jersey Eisteddfod en 1912. Desafortunadamente para el idioma, murió a una edad temprana en la pandemia de influenza de 1918. Su hermano, Philip W. Luce (1882-1966), también periodista y poeta (nom de plume Ph'lippe d'la Golarde ), emigró a Canadá, pero envió escritos ocasionales a Jersey.
Caouain (George W. De Carteret 1869-1940) mantuvo una columna de periódico semanal que pretendía ser el trabajo de un búho (cahouain) que volaba de salón parroquial en salón parroquial para informar sobre las últimas noticias electorales y los chismes locales. Las revueltas domésticas del búho y su esposa, Marie Hibou, también proporcionaron un comentario humorístico sobre las actitudes sociales. GW De Carteret también escribió recitaciones en verso y playlets para las competencias anuales de Eisteddfod.
Además del trabajo de Edmund Blampied en las artes visuales, también se divirtió a sí mismo ya sus amigos escribiendo poesía en Jerseyés, firmándose como Un Tout-à-travèrs. Escribió versos sin sentido para niños. En 1933, La Chronique de Jersey consideró la publicación de un folleto de poemas Blampied ilustrados por el propio artista, pero los planes fracasaron.

## Desde 1940
Durante la ocupación de las islas del Canal (1940-1945), la censura militar alemana permitió que se publicaran pocos escritos originales. Sin embargo, muchos textos antiguos se volvieron a publicar en los periódicos como un acto de autoafirmación cultural y levantamiento de la moral. Alguna literatura circuló clandestinamente, como las palabras de Edmund Blampied para una canción insultante contra Hitler titulada La chanson Hitleur escrita en 1944. La incapacidad de los alemanes para comprender el jerseyés permitió la representación de dramas que de otro modo no habrían pasado la censura. Una obra de Jerseyés representada en un salón parroquial fue "tan patriótica como podría ser", pero los alemanes que asistieron a la producción no la entendieron.
Después de la ocupación y con el restablecimiento de una prensa libre, el periódico en inglés reabierto, The Morning News, bajo la dirección de Edward Le Brocq (1877-1964), revivió la columna semanal en 1946 con una carta de Ph ' lip et Merrienne, supuestamente una pareja de ancianos tradicional de St. Ouen que comentaba las últimas noticias o recordaba el pasado. Tras el cierre definitivo del Morning News en 1949, las cartas se transfirieron al último periódico en francés que quedaba en Jersey, Les Chroniques de Jersey, hasta su cierre en 1959, cuando se trasladaron al Evening Post hasta la muerte del autor en 1964.

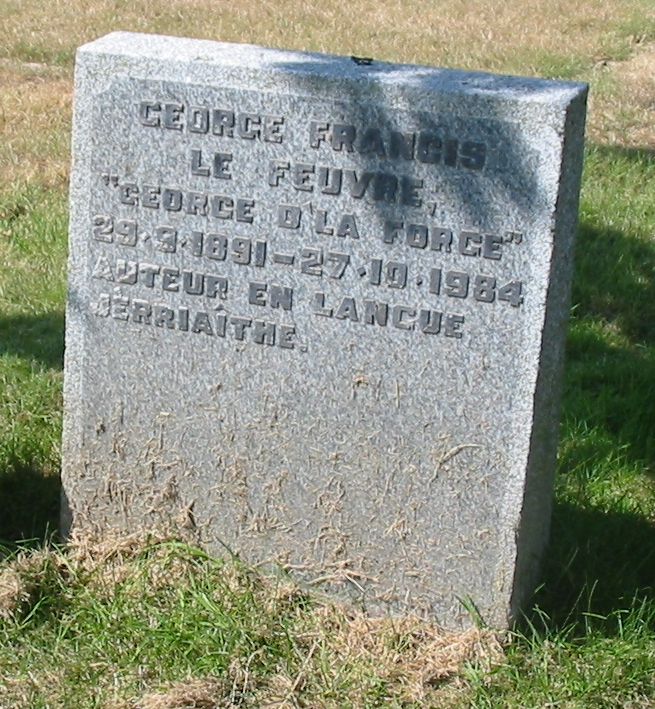
Lápida de George d'la Forge en el cementerio de St. Ouen. La inscripción dice George Francis Le Feuvre, "George d'la Forge", 29.9.1891 - 27.10.1984, Auteur en langue Jèrriaîthe (Autor en el idioma de Jersey)

El escritor más influyente de Jerseyés durante el siglo XX fue un ciudadano estadounidense, George Francis Le Feuvre (1891-1984), cuyo seudónimo era "George d'la Forge". Emigró a los Estados Unidos después de la Primera Guerra Mundial, pero durante casi cuarenta años mantuvo un flujo de artículos en Jerseyés de regreso a Jersey para su publicación en periódicos, primero en Les Chroniques de Jersey (1946-1954) y más tarde en el Evening Post (posteriormente Jersey Evening Post ) (1964-1984). Se han publicado selecciones de sus artículos en forma de libro como Jèrri Jadis e Histouaithes et Gens d'Jèrri .
Frank Le Maistre (1910-2002) (conocido como Dr. Fraînque Le Maistre, aunque su doctorado fue honorífico), compilador del diccionario, mantuvo una producción literaria a partir de la década de 1930 con artículos periodísticos bajo el seudónimo de Marie la Pie, poemas, artículos, investigación en toponimia y etimología. Él mismo consideraba su obra maestra la traducción del Rubaiyat de Omar Khayyam que emprendió durante la ocupación alemana.
La fundación de L'Assembliée d'Jèrriais, un organismo para preservar y promover el idioma jerseyés, en 1952 llevó a la publicación de una revista trimestral, Lé Bulletîn d'Quart d'An, que proporcionó una salida literaria para el jerseyés que se volvió aún más importante. después del cierre de Les Chroniques de Jersey en 1959. El editor fue Frank Le Maistre.
Lé Bulletîn d'Quart d'An dejó de publicarse en 1977, después de un cuarto de siglo, y fue reemplazado por Les Chroniques du Don Balleine (1979-1987) que a su vez dio paso al actual Les Nouvelles Chroniques du Don Balleine (este último fue ganador del Prix Littéraire du Cotentin en 1993).
Tras la muerte de George d'la Forge, Arthur de la Mare (1914-1994), un embajador retirado, se hizo cargo de la tarea de contribuir con columnas periódicas al periódico. Escrito en el dialecto de la Trinidad, a diferencia del dialecto de St. Ouen utilizado por George d'la Forge y Frank Le Maistre, que se presenta en la gramática estándar de Jerseyés y los diccionarios estándar, los artículos de Sir Arthur incluían reminiscencias de su vida como diplomático, especialmente en Japón, Tailandia y Singapur, así como comentarios sobre eventos y política en Jersey. La mezcla de Sir Arthur de cuentos extranjeros y comentarios sobre la agricultura doméstica continuó el patrón establecido por George d'la Forge, quien alternó entre reminiscencias de su juventud en Jersey, su vida en América del Norte y viajes alrededor del mundo, y comentarios sobre noticias enviadas desde Jersey. Desde la muerte de Sir Arthur, una lista de colaboradores ha mantenido la tradición de la columna del periódico semanal.